# Souleymane Ndéné Ndiaye
Souleymane Ndéné Ndiaye (Kaolack, Senegal, 6 de agosto de 1958) es un político senegalés, ministro en varias ocasiones, miembro del Partido Democrático Senegalés y primer ministro del país desde el 30 de abril de 2009 hasta el 5 de abril de 2012.